# Edgar Strümpfel
Edgar Strümpfel (* 15. Juni 1926 in Bucha, Kreis Saalfeld) ist ein früherer deutscher Politiker und Funktionär der DDR-Blockpartei Demokratische Bauernpartei Deutschlands (DBD).

## Leben
Edgar Strümpfel wurde Landwirt, 1943 zur Wehrmacht einberufen und geriet später in sowjetische Kriegsgefangenschaft, aus der er in die Sowjetische Besatzungszone entlassen wurde. Dort trat er zunächst der SED und 1949 der DBD bei. In Saalfeld wurde er Mitglied des DBD-Kreisvorstandes und 1950 des Sekretariats Thüringen der DBD. Später wurde er in den Bezirksvorstand Gera gewählt.
Von 1950 bis 1963 war er Mitglied der DBD-Fraktion der Volkskammer der DDR.